# Liste der libyschen Botschafter in den Vereinigten Staaten
Diese Liste der libyschen Botschafter in den Vereinigten Staaten enthält die offiziellen Botschafter des Staates Libyen in Washington, D.C. in der Zeit von 1957 bis 2011. Am 6. Mai 1981 wurden die diplomatischen Beziehungen beider Staaten abgebrochen und alle Botschafter ausgewiesen.

## Botschafter
| Ernennung Akkreditierung | Name                      | Bemerkungen                                                                   | ernannt von        | akkreditiert bei der Regierung | Posten verlassen |
| ------------------------ | ------------------------- | ----------------------------------------------------------------------------- | ------------------ | ------------------------------ | ---------------- |
| 1957                     | Muhi ad-Din Fikini        | [ 1 ]                                                                         | Idris              | Dwight D. Eisenhower           | 1963             |
| 1966                     | Fathl Abldia Fathi Abedia |                                                                               | Idris              | Lyndon B. Johnson              |                  |
| 1972                     | Sadiq Muntasir            | [ 2 ]                                                                         | Muammar al-Gaddafi | Richard Nixon                  |                  |
| 25. Feb. 1980            | Ahmed Madfai              | Chargé d’Affaires                                                             | Muammar al-Gaddafi | Jimmy Carter                   | 6. Mai 1981      |
| 6. Mai 1981              | Abbruch der Beziehungen   | Ausweisung aller 27 bei der US-Regierung akkreditierten libyschen Diplomaten. | Muammar al-Gaddafi | Ronald Reagan                  | 2003             |
| 2003                     | Mohammed Kakuri           |                                                                               | Muammar al-Gaddafi | George W. Bush                 |                  |
| 2004                     | Ali Audschali             |                                                                               | Muammar al-Gaddafi | George W. Bush                 | 22. Februar 2010 |